# Kopalnia Węgla Kamiennego Nowy Wirek
Kopalnia Węgla Kamiennego Nowy Wirek – kopalnia węgla kamiennego działająca od 1 stycznia 1954 roku  do 1 listopada 1995 roku . Kopalnia znajdowała się w Kochłowicach, dzielnicy Rudy Śląskiej .

## Historia

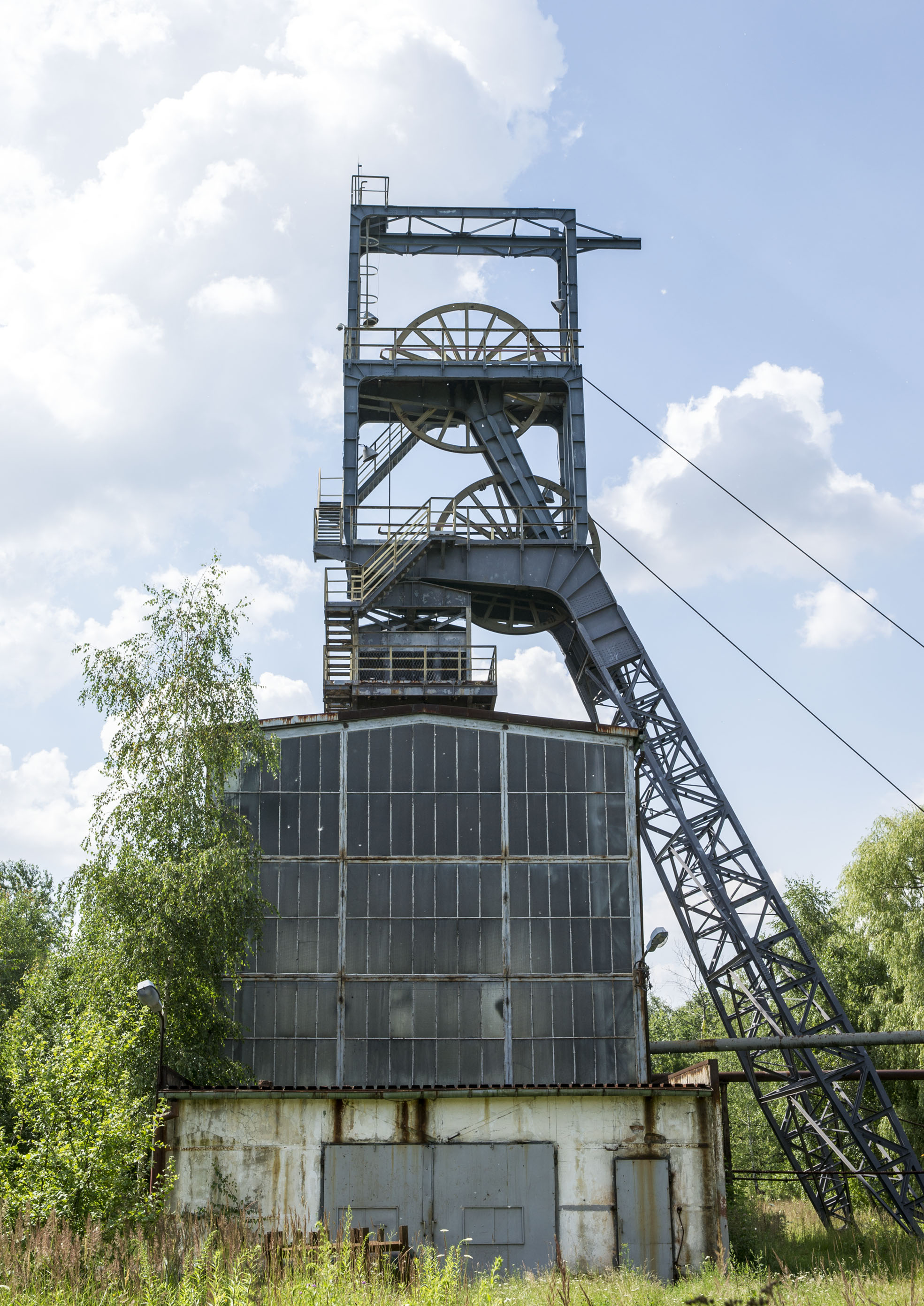
Wentylacyjny szyb Wschodni, fot. 2013 r.

Kopalnia była budowana od 1950 do 1955 roku. W 1954 roku rozpoczęto głębienie szybów . 1 stycznia 1954 roku została do niej przyłączona Kopalnia Węgla Kamiennego Wirek. 1 sierpnia 1955 roku nowo zbudowana część kopalni została przekazana do eksploatacji . W 1956 roku rozpoczęto głębienie szybu Nowy Wirek  do poziomu 751 metrów, które zakończono 7 kwietnia 1959.
Obszar górniczy, ustanowiony 10 stycznia 1958 roku, liczył 7,86 km².
Wydobycie obejmowało głównie pokłady siodłowe (grupa warstw 500) , przez co dochodziło do tąpnięć i wydzielania się dużych ilości metanu, np. w 1969 i 1978 roku .
Kopalnia była częścią Rudzkiego Zjednoczenia Przemysłu Węglowego do 31 marca 1957 roku. Później należała do Bytomskiego Zjednoczenia Przemysłu Węglowego, a następnie od 1 października 1982 roku do Zrzeszenia Kopalń Węgla Kamiennego w Bytomiu .
W 1995 roku w kopalni doszło do tąpnięcia, w wyniku którego zginęło 5 górników, co było jednym z poważniejszych wypadków w ówczesnym górnictwie polskim .
1 listopada 1995 roku kopalnia Nowy Wirek została połączona z kopalnią Polska, na skutek czego powstała Kopalnia Węgla Kamiennego Polska-Wirek .
1 sierpnia 2007 roku KWK Polska-Wirek została połączona z KWK Halemba z powodu znacznego wyczerpania złoża kopalni Polska-Wirek . W rezultacie powstała kopalnia Halemba-Wirek , a dawna kopalnia Polska-Wirek stanowiła ruch Wirek tejże kopalni .
Z uwagi na resztkowy charakter złoża i uwięzienie pozostałych zasobów w filarach ochronnych, 1 sierpnia 2009 roku rozpoczęła się likwidacja ruchu Wirek , zakończona w 2014 roku .
Upamiętnienie działalności zakładu stanowi wagonik górniczy ustawiony przed dawną siedzibą kopalni w Kochłowicach z napisem: „Ostatnia tona węgla / Ruch Wirek / KWK Halemba-Wirek / 31.07.2009” .
Na terenie po ruchu Wirek działa obecnie Oddział Centrów Demontażowych Konsorcjum Ochrony Kopalń, który zajmuje się demontażem urządzeń i maszyn górniczych przeznaczonych do remontu .

## Wydobycie

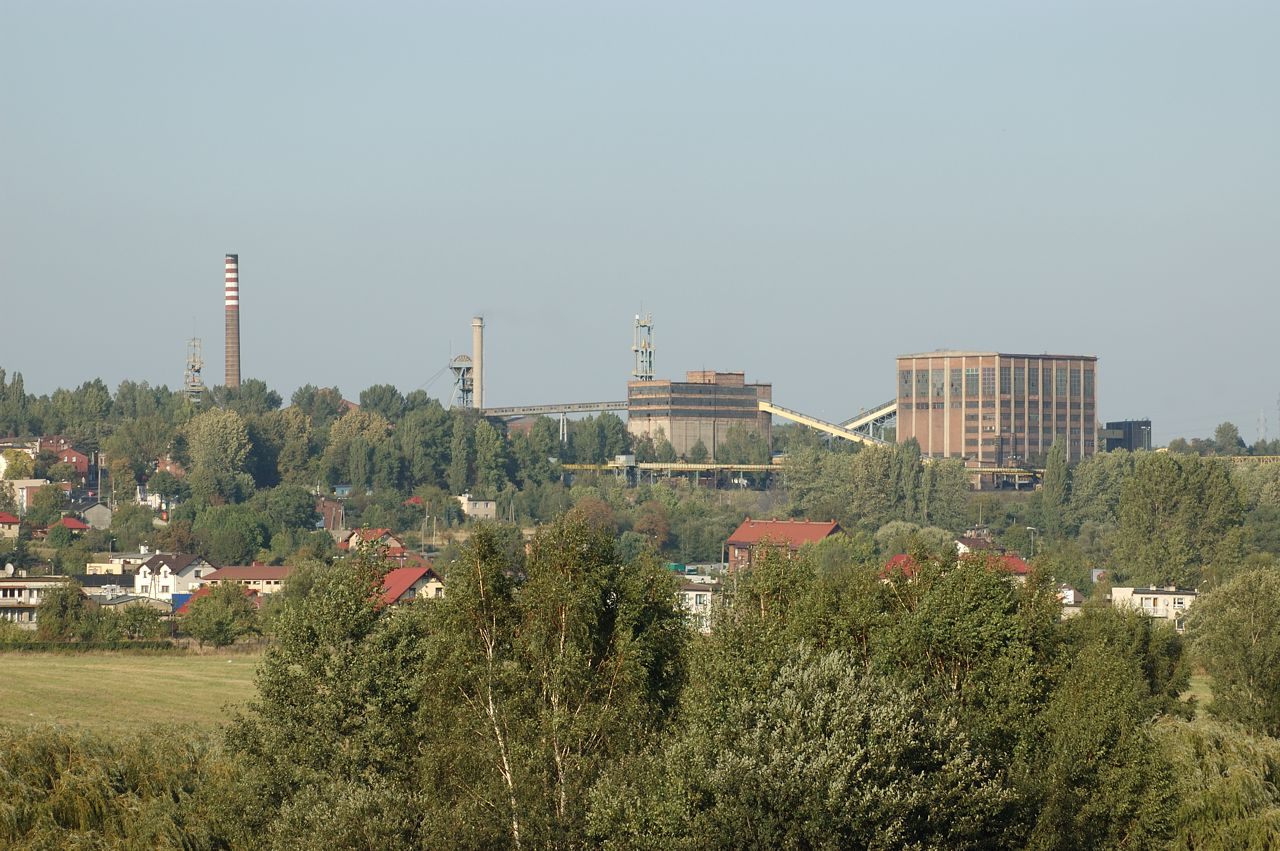
Teren kopalni w 2007 roku

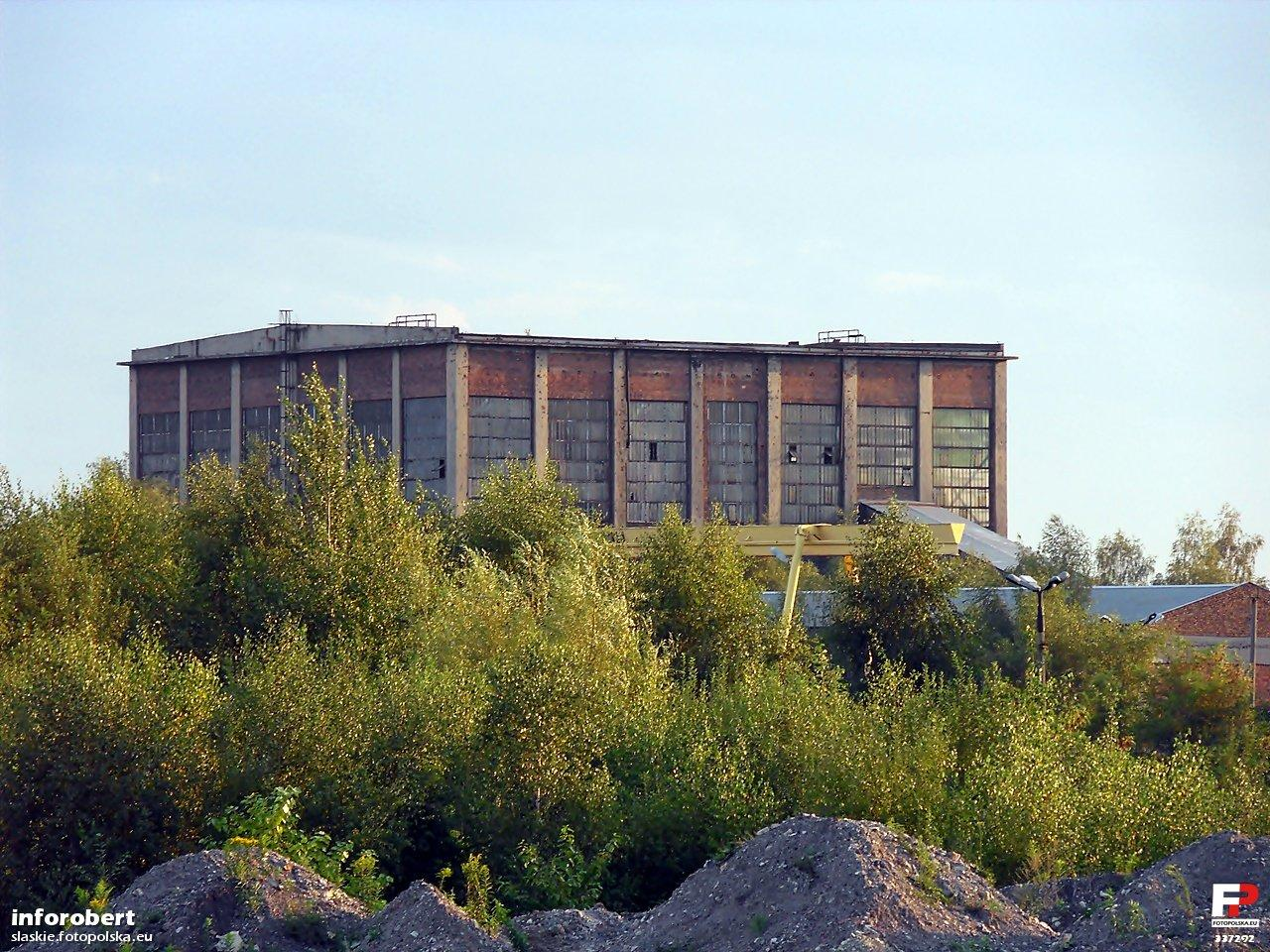
Sortownia, fot. 2012 r.

Wydobycie węgla kamiennego kształtowało się następująco:
- w 1970 roku: 1 935 730 ton[1]
- w 1979 roku: 2 651 180 ton[1]

## Zaplecze socjalne
W latach Polski Ludowej do 1960 roku zbudowano dla pracowników kopalni ponad 40 bloków mieszkalnych, 6 domów dwurodzinnych, trzy Domy Górnika, ambulatorium, zajezdnię straży pożarnej, nową łaźnię przy szybie Wirek, a także przedszkole dla dzieci górników oraz postawiono nowy przystanek kolejowy Ruda Nowy Wirek .